# 诺德奈
诺德奈（德語：Norderney，發音：[ˌnɔʁdɐˈnaɪ] ⓘ）是德国下萨克森州奥里希县的城市，下辖同名海岛，面积26.31平方千米，2023年12月31日人口为5,990人。